# کاربامید پروکساید
هیدروژن پروکساید - اوره ترکیبی است که شامل مقادیر متناسب و مساوی از هیدروژن پروکساید و اوره است. این ترکیب به صورت کریستال جامد سفید رنگ می‌باشد . این ماده با حل شدن در آب، هیدروژن پروکساید تولید می‌کند. غالباً این ترکیب در مباحث دندان پزشکی، با نام کاربامید پروکساید شناخته می‌شود و از آن به عنوان منبعی برای تولید هیدروژن پروکساید جهت بلیچینگ (سفید کردن)، ضدعفونی کردن و اکسید کردن استفاده می‌شود.

هیدروژن پروکساید - اوره حاوی هیدروژن پروکساید به شکل جامد (بدون آب) می‌باشد که بسیار پایدارتر و قابل کنترل تر از هیدروژن پروکساید مایع جهت اکسیداسیون است.
کاربامید پروکساید (به انگلیسی: Carbamide peroxide)
رده درمانی: سفید کننده دندان
اشکال دارویی: ژل

## موارد مصرف
سفید کردن یا بلیچینگ و از بین بردن لکهای روی دندان‌ها. سفید کننده‌های دندان در انواع کیت‌های سفید کننده، سفید کننده‌های نواری شکل و خـمـیر دنـدانهای سفیدکننده در دسترس می‌بـاشنـد. امـا تمام آنـها حـاوی مـاده مـوثـر هـیدروژن پروکساید و کاربامید پروکساید می‌باشند.

## مکانیسم اثر
کاربامید پروکساید CH6N2O۳ در دهان به اوره و هیـدروژن پروکساید تجزیه می‌شود . بـنابراین ماده مؤثر همان هیدروژن پروکساید می‌باشد که با اکسید کردن عوامل لک دندان‌ها را تجزیه می‌کـنـد. در مطـب دنـدانپزشکی از غلظت ۱۵ تـا ۳۵ درصـد هـیـدروژن پـروکسـاید در حالی که لثه‌ها را با پوشانده‌اند تـا هـیـدروژن پـراکسـایـد به آن‌ها آسیب نرساند استفاده می‌گردد که ۴۰ دقیقه بطول می‌انجامد. امـا در سفید کننده‌های خانگی از ۱۰ تا ۲۰ کاربامید پراکساید به همراه مـوادی دیـگـر همچون گـلیسیرین و سـدیم هیـدروکسـایـد، آب، طـعـم دهنده و سدیـم فـلـورایـد بـرای کـاهـش حساسیت دندان‌ها استفاده می‌گردد. 

## عوارض جانبی
۱- آسیب به لثه‌ها: 
قرمزی موضعی و عفونت ثانویه با مصرف این ماده گزارش شده‌است.
۲- کاهش محتوای معدنی مینا و در نتیجه باعث افزایش نفوذپذیری آن:  
بسیاری از مطالعات نشان داده‌اند که سفید کردن دندان‌ها باعث کاهش محتوای معدنی مینا و در نتیجه باعث افزایش نفوذپذیری مینا می‌شود. بـه خـاطر داشـتـه بـاشیـد که اثر سفید کننده‌ها حداکثر یک سال می‌باشد. 